# Prolophota acutiangulalis
Prolophota acutiangulalis är en fjärilsart som beskrevs av Rothschild. Prolophota acutiangulalis ingår i släktet Prolophota och familjen nattflyn. Inga underarter finns listade i Catalogue of Life.